# New Model
New Model (с англ. — «Новая модель») ― седьмой мини-альбом французского музыканта Джеймса Кента, известного под псевдонимом Perturbator. New Model записан в жанре дарксинт, но на звучание оказали влияние и другие жанры музыки. Пластинка была выпущена 5 сентября 2017 года. В данном мини-альбоме произошло изменение музыкального стиля артиста.
При создании альбома музыкант намеренно старался больше не создавать музыку, похожую по звучанию на синтвейв, но полностью избежать характерного звучания ему не хотелось. Пластинка получила хорошие отзывы от критиков, которые хвалили музыканта за его эксперименты со звучанием. Благодаря изменениям в стиле Джеймса в итоге появился идейный продолжатель мини-альбома, Lustful Sacraments. New Model был положительно оценён критиками. Некоторые из них хвалили Кента за эксперименты с музыкой, а другие писали, что не всем поклонникам понравятся изменения.

## История
Меня беспокоит, что люди говорят обо мне как о чистом “синтвейв-исполнителе”, потому что я верю, что могу быть чем-то большим, чем просто им.Джеймс Кент

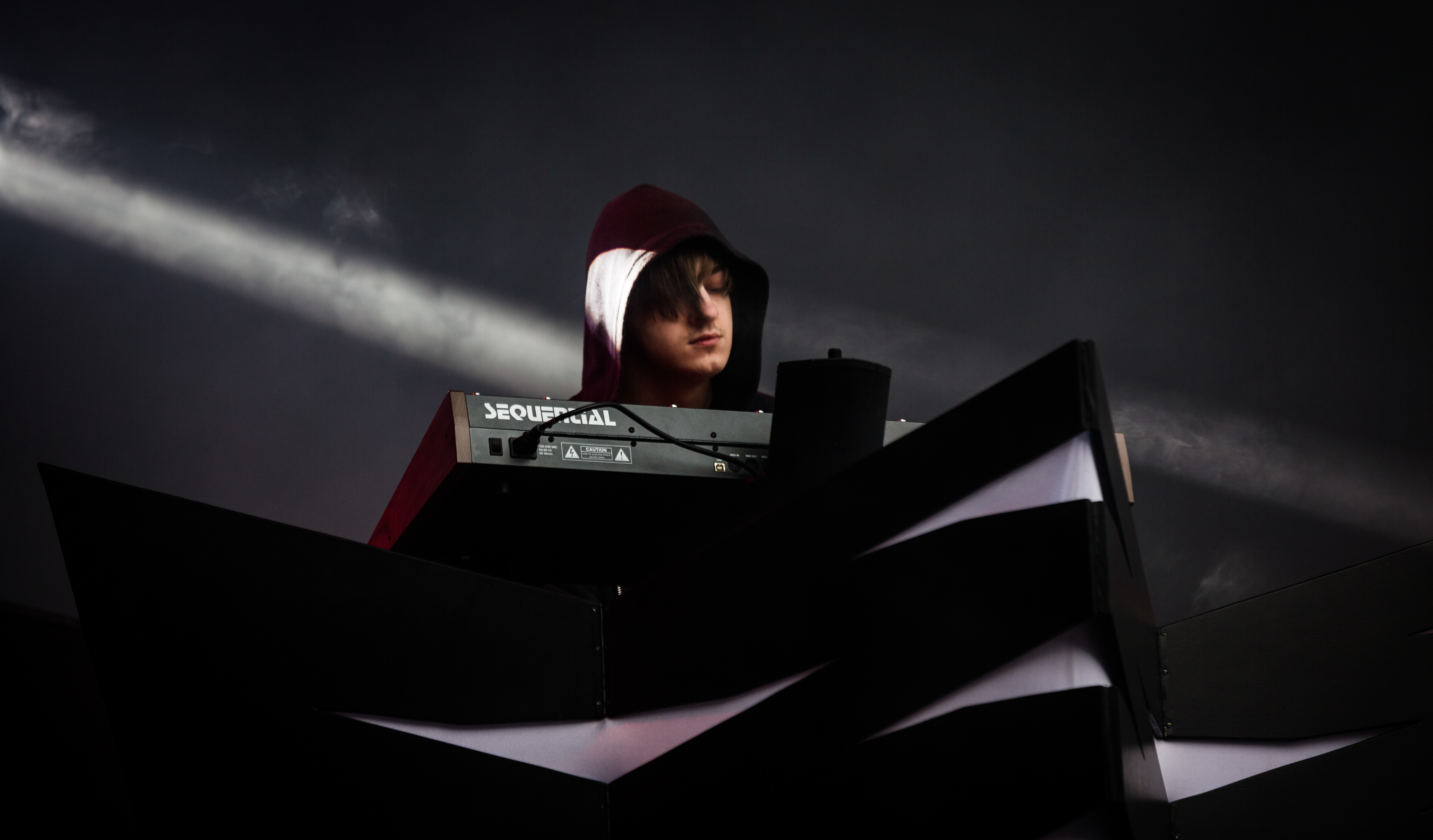
Джеймс Кент на концерте в 2017 году

После выхода прошлого альбома музыканта, Джеймс Кент провёл тур по Европе, из-за чего пережил выгорание и The Uncanny Valley мог стать последним его детищем. Позднее он успокоил фанатов, заявив, что будет работать над новыми альбомами. Первоначально Perturbator выпускал пластики, которые были написаны строго в жанре синтвейв и были «любовным письмом 80-м». Так в 2012 году был выпущен мини-альбом Nocturne City, который критики назвали типичным представителем жанра. Позже Джеймс заявил, что этот жанр изжил себя и стал шаблонным. В интервью Кент признался, что восхищался музыкантами, которые могут менять звучание в своём творчестве. Он осознавал, что это может разочаровать фанатов, но считал, что это для него необходимо.
Джеймс начал запись пластинки в один из самых трудных периодов в его жизни. Тогда Кенту не нравилось, что происходит в мире, и он был не удовлетворён своим творчеством. и из-за этого для создания New Model Кент решил вдохновляться не эстетикой 80-х, а более новыми жанрами музыки. Для этого он длительное время внимательно слушал композиции жанров 90-х годов, таких, как EBM и трэп. Таким образом он был намерен сделать его более агрессивным и мрачным, чем его предыдущие работы, но ещё и таким, чтобы музыка альбома была похожа на его стиль. В процессе записи Perturbator слушал прогрессивную и экспериментальную музыку. Именно поэтому Кент старался написать композиции, которые были бы нетипичными для слушателей. Также он хотел создать песни с меняющимися темпами.
После выхода данного альбома Джеймс Кент решил, что продолжит экспериментировать со своей музыкой. Из-за этого в 2021 году появился Lustful Sacraments, где Perturbator продемонстрировал смесь синтвейва и постпанка. Также он заявил, что после New Model создаст произведение, содержащее в себе эмбиент. После релиза Джеймс получил долю критики из-за композиции «Vantablack». Людям казалось, что текстом автор извиняется за изнасилование. Кент был этим озадачен и затем объяснил изначальный смысл песни.

## Концепция и музыка
В отличие от других произведений Джеймса Кента в New Model история не является главной темой, вокруг которой строится альбом. Тем не менее основная идея пластинки — вред, причиняемый людям искусственным интеллектом. Композиция «Vantablack», по словам Кента, посвящена БДСМ-отношениям, а повествование ведётся от доминирующего партнёра.
Несмотря на то, что данный альбом написан в жанре электронной музыки и для записи использовались синтезаторы, в композициях New Model сочетаются индастриал и эмбиент, как, например, в «God Complex» (с англ. — «Комплекс Бога»). Некоторые похожи на дабстеп, как «Tainted Empire». Само звучание в New Model гораздо мрачнее, чем в прошлых работах Джеймса Кента, оно похоже на творчество таких групп как Skinny Puppy и Nine Inch Nails. Для произведений в данном альбоме характерна жёсткость музыки и быстрое изменение темпа. Данный альбом является новым этапом развития жанра синтвейв, музыка уже не звучит радостно, а, наоборот, напоминает об антиутопии. Благодаря этим переменам музыканты в произведениях жанров синтвейв и дарксинт решили дистанцироваться от культуры 80-х годов. Джеймс Кент охарактеризовал New Model как самый мрачный и нетипичный для себя. Он заявил, что данный альбом не старается напомнить слушателю о какой-то эпохе и не старается его «заставить танцевать». Сам он сдержанно оценил своё творение, сказав, что он выпустил его, чтобы так вытащить мысли из головы.
«Vantablack» является единственной композицией, в которой присутствует вокал. Он по большей части мягкий, но зловещий. В записи песни участвовала группа OddZoo.

## Восприятие
| Оценки критиков | Оценки критиков |
| Источник        | Оценка          |
| --------------- | --------------- |
| Ghost Cult Mag  | [ 11 ]          |
| Metal Hammer    | [ 6 ]           |

Мини-альбом получил положительные отзывы от критиков. Музыканта хвалили за эволюцию звучания композиций. Некоторые критики сравнивали данный мини-альбом с Nocturne City.
Дом Лоусон в журнале Metal Hammer отметил, что New Model отличается музыкой от предыдущего творением автора, The Uncanny Valley. Критик заявил, что Perturbator сделал шаг вперёд, придав музыке гораздо более мрачное звучание. Лоусон написал, что из-за быстрого ритма альбом звучит, как некое ответвление от металла. Дэном Суинхо на Ghost Сult Mag предположил, что альбом годен для того, чтобы завлечь аудиторию перед релизом чего-то стоящего. Критик похвалил New Model, сказав, что он является отличным дополнением к дискографии музыканта благодаря разнообразному звучанию композиций. Тео Гослетт на сайте Metal Wani, напротив, написал, что пластинка не может похвастаться разнообразием, тем не менее, она может увлечь слушателя. Мэт Лэмборн на сайте Set The Tape назвал мини-альбом «самой личной работой» музыканта. Критик написал, что New Model не для всех. По его словам, поклонники более ранних работ Кента будут разочарованы, но любителям более агрессивной музыки пластинка понравится.

## Список композиций
| №                   | Название                      | Длительность |
| ------------------- | ----------------------------- | ------------ |
| 1.                  | «Birth of the New Model»      | 4:57         |
| 2.                  | «Tactical Precision Disarray» | 5:26         |
| 3.                  | «Vantablack»                  | 5:04         |
| 4.                  | «Tainted Empire»              | 4:54         |
| 5.                  | «Corrupted by Design»         | 4:46         |
| 6.                  | «God Complex»                 | 9:25         |
| Общая длительность: | Общая длительность:           | 34:35        |